# Schlickermilch
Schlickermilch (auch Schloppermilch oder Schlippermilch) bezeichnet in der Landwirtschaft die nach abgenommenem Rahm oder Sahne übrig bleibende lautere Milch, welche zu Quarkkäsen gebraucht oder dem Gesinde mit eingebrocktem Brot zum Verspeisen gegeben wurde. Außerdem wurde sie in der Schweinemast verwendet.
Im schlesischen Dialekt ist Schlickermilch eine Bezeichnung für sauer gewordene Milch, die entsprechend weiterverwendet werden kann. Sie entsteht, wenn der Milchzucker in frischer, unbehandelter Milch durch Milchsäurebakterien in Milchsäure umgewandelt wird (Milchsäuregärung) und das in der Milch enthaltenen Protein durch Absenkung des pH-Wertes aggregiert und präzipitiert.